# 北殿駅
北殿駅（きたとのえき）は、長野県上伊那郡南箕輪村北殿にある、東海旅客鉄道（JR東海）飯田線の駅である。

## 歴史
- 1911年（明治44年）11月3日：伊那電車軌道（1919年に伊那電気鉄道へ改称）御園（現存せず） - 木ノ下間延伸時に北殿駅（きたとのえき）として開設[1]。一般駅[2]。
- 1943年（昭和18年）8月1日：伊那電気鉄道線が飯田線の一部として国有化、鉄道省（後の日本国有鉄道）の駅となる[2]。同時に「きたどのえき」に呼称変更[1]。
- 1956年（昭和31年）12月15日：「きたとのえき」に呼称再変更[1]。
- 1971年（昭和46年）12月1日：荷物・専用線発着を除く貨物取扱廃止[2]。
- 1984年（昭和59年）1月21日：専用線発着車扱貨物取扱廃止（旅客駅化）[2]。
- 1985年（昭和60年）4月1日：無人駅化[3]。
- 1987年（昭和62年）4月1日：国鉄分割民営化に伴い、JR東海に移管[4]。
- 1989年（平成元年）4月13日：列車衝突事故発生[1]。
- 1999年（平成11年）2月：駅舎改築[1][5]。

## 駅構造
相対式ホーム2面2線を有する地上駅。伊那市駅管理の無人駅で待合所は下り線側（西側）にあり、上り線とは田畑駅側にある構内踏切で連絡している。
1999年（平成11年）まで開業当初の木造駅舎が残っていたが、同年の改築でコンクリート製現駅舎に建替えられた。屋根中央部には吹き抜けがあり、改築当初はここに村の木であるアカマツが植えられていたが、その後伐採された。
かつては駅北西にある大明化学工業本社工場へ至る専用線が駅から分岐していたが、1984年（昭和59年）に廃止された。

### のりば
| 番線 | 路線      | 方向 | 行先             |
| ---- | --------- | ---- | ---------------- |
| 1    | CD 飯田線 | 下り | 辰野方面         |
| 2    | CD 飯田線 | 上り | 飯田・天竜峡方面 |

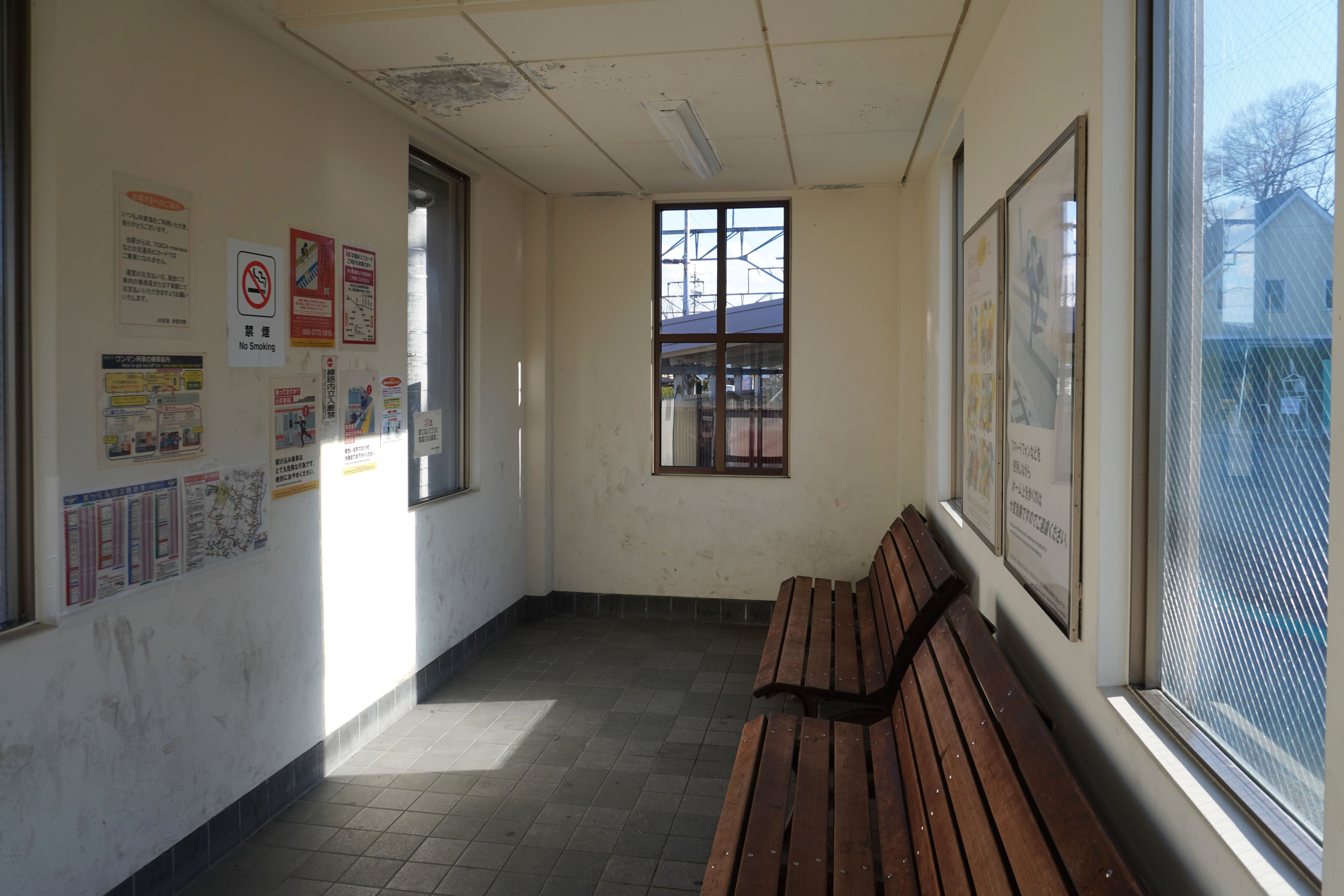
待合室（2023年3月）
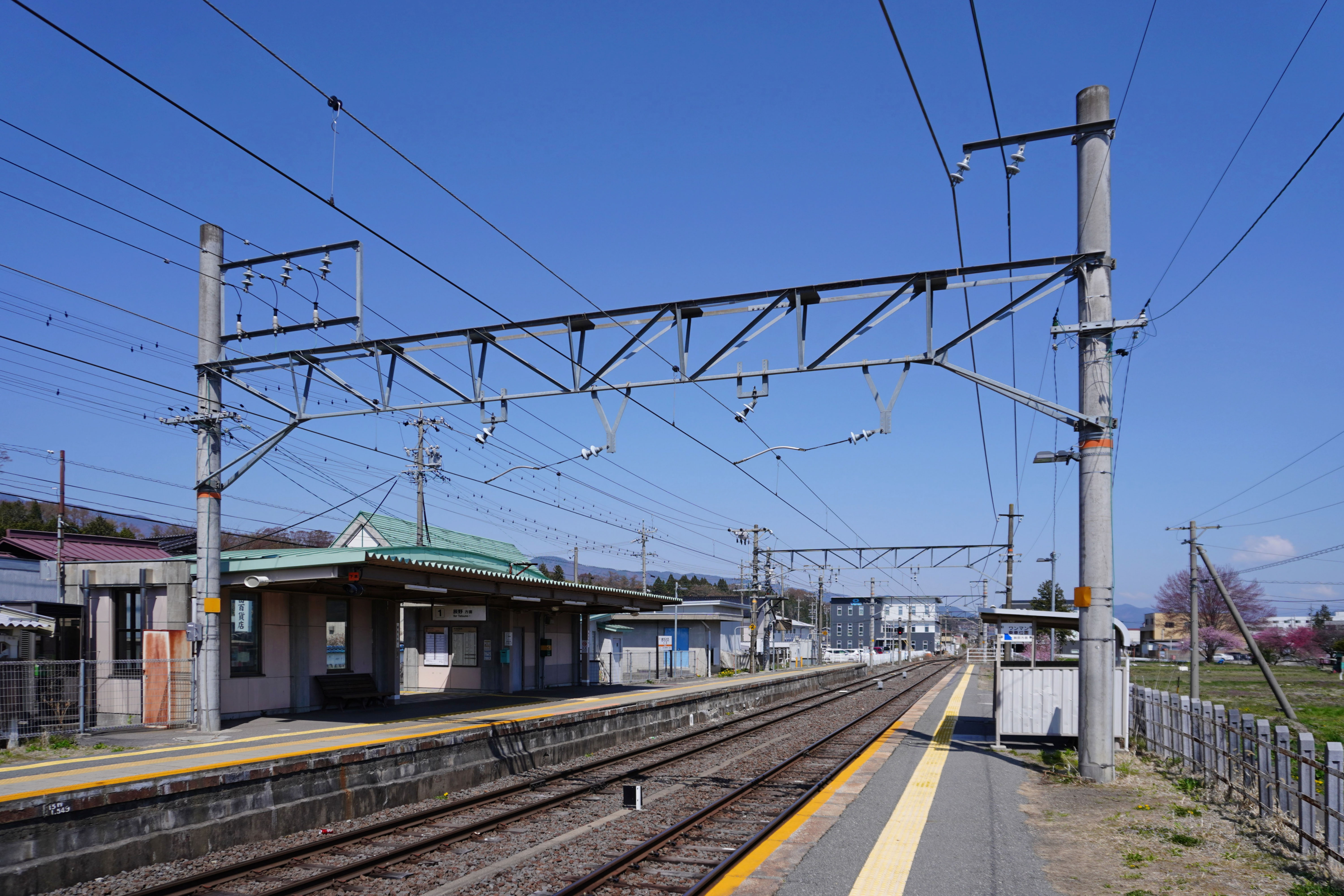
ホーム（2023年4月）
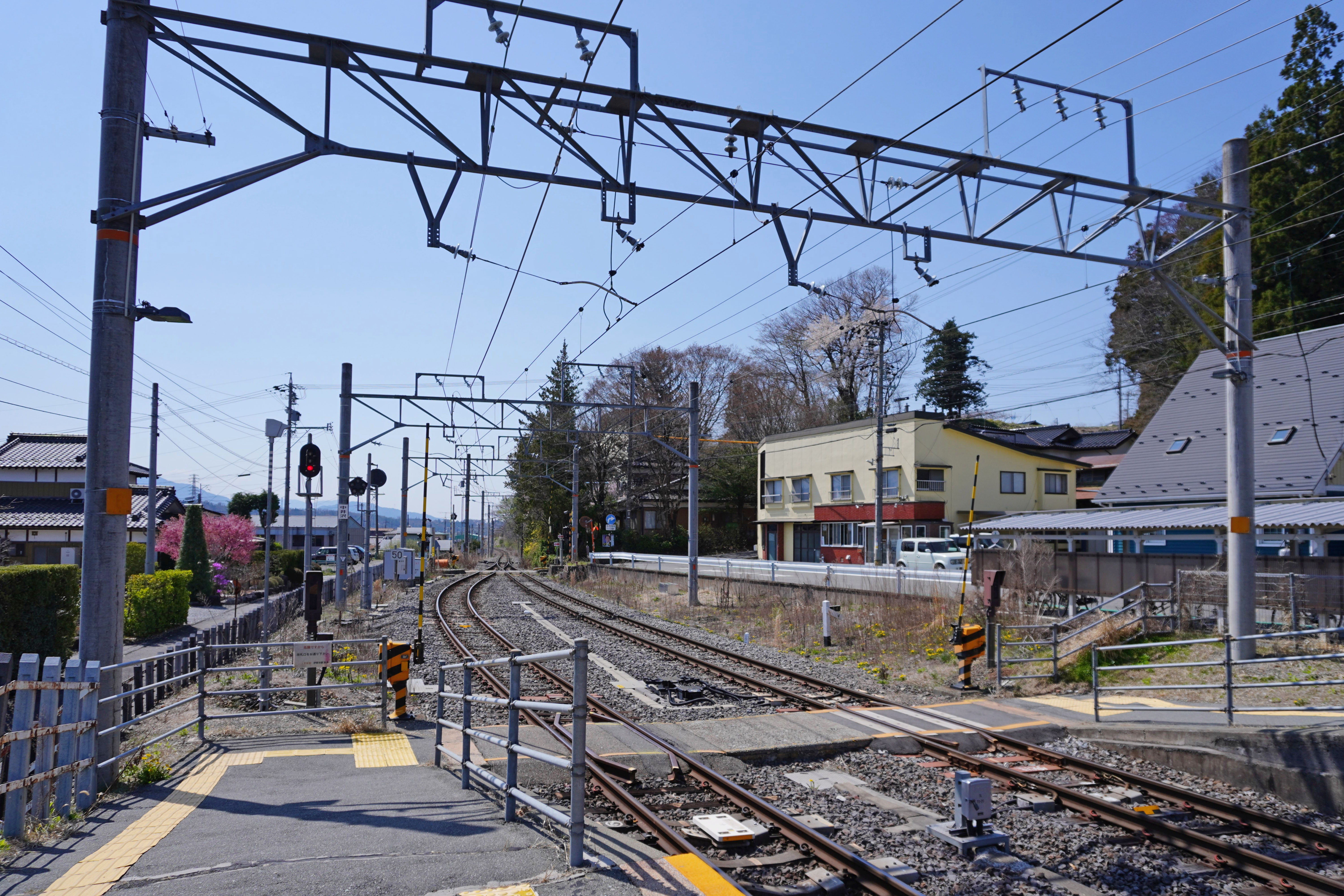
構内踏切（2023年4月）

## 利用状況
「長野県統計書」によると、1日平均乗車人員は以下の通り。
- 2007年度 - 296人[1]
- 2009年度 - 276人[1]
- 2010年度 - 269人
- 2011年度 - 271人
- 2012年度 - 263人
- 2013年度 - 281人
- 2014年度 - 285人
- 2015年度 - 294人
- 2016年度 - 287人[7]
- 2017年度 - 272人[8]
- 2018年度 - 280人[9]

## 駅周辺
南箕輪村の中心駅であり、役場最寄り駅である。東側には天竜川が流れる。駅南側の道路 (長野県道489号伊那北殿線)を西へ向かうと、国道153号に出る。
- 国道153号伊那バイパス

### バス路線
- まっくんバス（南箕輪村巡回バス）北コース：北原公民館・大芝高原・伊那中央病院・役場方面、東コース：北殿公民館・大芝高原・役場方面
- 伊那本線（伊那市街地 - 南箕輪村 - 箕輪町）＜伊那市、南箕輪村、箕輪町による試験運行＞

## 隣の駅
東海旅客鉄道（JR東海）
CD 飯田線
■快速（「みすず」含む）
伊那北駅 - （一部田畑駅） - 北殿駅 - （一部木ノ下駅） - 伊那松島駅
■普通
田畑駅 - 北殿駅 - 木ノ下駅
※1923年まで、田畑駅（当時は停留場） - 当駅間に南殿停留場、当駅 - 木ノ下駅間に塩ノ井停留場、久保停留場が存在した。